# Palpita horocrates
Palpita horocrates là một loài bướm đêm trong họ Crambidae.